# Mourzouq (district)
Mourzouq (en arabe : مرزق) est une des 22 chabiyat de Libye. Elle se situe au sud du pays.
Sa capitale est Mourzouq.

## Historique
La province fait partie de l'Empire ottoman de 1578 et jusqu'en 1912 où elle est cédée à l'Italie.